# Syrus z Genui
Syrus z Genui (wł. Siro di Genova) – jeden z pierwszych biskupów Genui, święty Kościoła katolickiego, żyjący w IV wieku. Jego wspomnienie liturgiczne wypada 7 lipca.

## Życiorys
Syrus żył i działał prawdopodobnie w IV wieku. Bliższej chronologii jego życia ustalić się nie da. W okresie posługi duszpasterskiej Syrusa, datowanej w przybliżeniu na okres między 349 a 381 rokiem, życie chrześcijańskie Genui rozwinęło się na tyle, że przeszedł on do historii jako święty pasterz i czujny opiekun. W podeszłym wieku, otoczony niekwestionowaną opinią świętości, zmarł 29 czerwca nieznanego roku, być może 381, który uważano za ostatni rok jego biskupiej posługi. Został pochowany w genueńskiej bazylice Dwunastu Apostołów, która według Dialogów papieża Grzegorza Wielkiego już w VI wieku otrzymała jego imię w swym wezwaniu, stając się pierwszą katedrą Genui. W 985 roku biskup Giovanni II przeniósł swoją siedzibę oraz relikwie św. Syrusa do kościoła San Lorenzo. Gdy w XVI wieku byłą katedrę objęli teatyni, zwrócili się z prośbą do kardynała Cezarego Baroniusza, aby wprowadził Syrusa do swego Martyrologium Rzymskiego. Znalazł się on tam pod dniem 29 czerwca. W Genui wspominany jest jednak 7 lipca.